# مدیریت فرایند
مدیریت فرایند (انگلیسی: Process management) به ترکیبی از فعالیت‌های برنامه‌ریزی و نظارت بر عملکرد فرآیندهای تجاری اطلاق می‌شود. این اصطلاح معمولاً به مدیریت فرآیندهای تجاری و فرآیندهای تولیدی اشاره دارد. گرچه مدیریت فرایندهای تجاری و بازمهندسی فرآیندهای تجاری به هم مرتبط بوده، اما یکسان نمی‌باشند.
مدیریت فرایندها با استفاده از علوم، توانمندی‌ها، ابزار، تکنیک‌ها و سیستم‌های مختلف به تعریف، تجسم، اندازه‌گیری، گزارش، بهبود و کنترل فرآیندهایی می‌پردازد، که هدف آن افزایش سودآوری می‌باشد. مدیریت فرایند با مدیریت برنامه متمایز بوده چرا که مدیریت برنامه شامل فرایند مدیریت تعدادی پروژه همسو می‌باشد، که بهبودی خاص را در سطح سازمان دنبال می‌کند. در مدیریت پروژه مدیریت فرایندها با بهره‌گیری از فرآیندهای قابل تکرار، خروجی یک پروژه را بهبود می‌بخشد.
مدیریت فرایند، از جنبه‌های کلیدی و اساسی در عملکرد موفق یک سازمان محسوب می‌شود. در درجه نخست، مدیریت فرایند منجر به بهبود عملکرد و افزایش بهره‌وری در سازمان می‌گردد.

### فرق مدیریت فرایند با مفاهیم مرتبط:
- مدیریت فرایندهای تجاری (BPM): متمرکز بر طراحی و بهینه‌سازی فرآیندهای تجاری برای هماهنگی با اهداف استراتژیک سازمان
- بازمهندسی فرایندهای تجاری (BPR): به تغییرات اساسی و ریشه‌ای در فرآیندها برای دستیابی به پیشرفت‌های چشمگیر می‌پردازد
- مدیریت برنامه و پروژه: برخلاف مدیریت فرآیند که به بهبود عملکرد تکرارشونده و پایدار می‌پردازد، مدیریت برنامه و پروژه بیشتر بر مدیریت مجموعه‌ای از پروژه‌های مرتبط و موقتی تمرکز دارد.